# NGC 4790
NGC 4790 é uma galáxia espiral barrada (SBc) localizada na direcção da constelação de Virgo. Possui uma declinação de -10° 14' 52" e uma ascensão recta de 12 horas, 54 minutos e 51,9 segundos.
A galáxia NGC 4790 foi descoberta em 25 de Março de 1786 por William Herschel.